# Molophilus (Molophilus) horakae
Molophilus (Molophilus) horakae is een tweevleugelige uit de familie steltmuggen (Limoniidae). De soort komt voor in het Australaziatisch gebied.